# Carl Olof Thulin

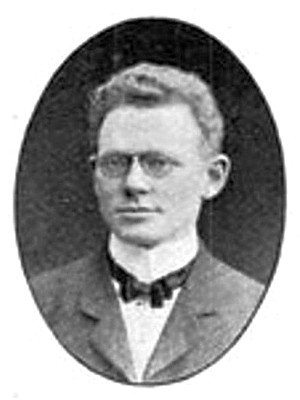
Carl Olof Thulin um 1900

Carl Olof Thulin (* 1. April 1871 in Helsingborg; † 21. September 1921 in Göteborg) war ein schwedischer Klassischer Philologe und Religionswissenschaftler.

## Leben
Carl Olof Thulin war der Sohn des Pfarrers Olof Wilhelm Thulin (1827–1909) und der Fredrika Augusta geb. Jönsson (1842–1917). Er wuchs mit drei Brüdern in Helsingborg auf und besuchte dort ab 1880 die städtische Schule. Ab 1885 besuchte er das Gymnasium in Lund, wo er am 26. Mai 1888 die Reifeprüfung ablegte. Am 29. August 1888 immatrikulierte er sich an der Universität Lund und studierte Klassische Philologie. Von 1898 bis 1899 unterrichtete er an einer privaten Elementarschule. Am 14. September 1898 legte er die philologische Lizenziatsprüfung ab, am 29. April 1899 die Disputation und am 14. September 1899 das Kandidatenexamen. Am 31. Mai 1900 wurde er zum Dr. phil. promoviert.
Nach seinem Studienabschluss unterrichtete Thulin als Vikar an verschiedenen Schulen in Lund, Göteborg und Kristianstad. Daneben gab er vom 2. Juni 1899 bis zum 3. März 1903 lateinische Lehrveranstaltungen an der Universität Lund ab. Im Sommer 1901 unternahm er eine Forschungsreise nach Italien, im Sommer 1902 nach Deutschland. 1903 ging er als Dozent an die Universität Göteborg, 1905 an das Gymnasium in Luleå, 1909 an das Gymnasium in Malmö und 1914 wieder nach Göteborg. Aus gesundheitlichen Gründen trat er 1918 in den Ruhestand. Er starb 1921 im Alter von 50 Jahren.
Thulins Forschungsarbeit ging von der lateinischen und griechischen Syntax aus und verlagerte sich im Zuge seiner Auslandsreisen immer mehr zur Religionsgeschichte. Er beschäftigte sich intensiv mit den Zeugnissen der italischen Religionen (Bronzeleber von Piacenza) und erstellte eine dreibändige Monografie über die Etrusca disciplina, die religiösen Lehren der Etrusker (Die etruscische Disciplin, 1906–1909). Ein weiterer Forschungsschwerpunkt waren die römischen Agrimensoren: Thulin untersuchte die erhaltenen Handschriften und bereitete eine kritische Edition vor, die die Ausgabe von Karl Lachmann ersetzen sollte. Es kam jedoch nur zur Veröffentlichung der textkritischen Vorarbeiten und des ersten Bandes.
Durch seine Arbeiten, die er in lateinischer und deutscher Sprache veröffentlichte, sowie durch seine Forschungsreisen gelangte Thulin zu internationalem Ansehen. Er stand mit Religionswissenschaftlern wie Georg Wissowa, Albrecht Dieterich und Martin Persson Nilsson in Kontakt und verfasste zahlreiche Artikel für Paulys Realenzyklopädie der klassischen Altertumswissenschaft (RE).

## Schriften (Auswahl)
- De coniunctivo Plautino. Lund 1899
- De obliqua oratione apud Thucydidem. Zwei Teile, Lund 1901–1902
- Italische sakrale Poesie und Prosa: Eine metrische Untersuchung. Berlin 1906
- Die Götter des Martianus Capella und der Bronzeleber von Piacenza. Gießen 1906 (Religionsgeschichtliche Versuche und Vorarbeiten 3,1)
- Die etruscische Disciplin. Drei Teile, Göteborg 1906–1909. Nachdruck Darmstadt 1968
  - Teil 1 (1906): Die Blitzlehre
  - Teil 2 (1906): Die Haruspicin
  - Teil 3 (1909): Die Ritualbücher und zur Geschichte und Organisation der Haruspices
- Die Handschriften des Corpus agrimensorum Romanorum. Berlin 1911
- Corpus agrimensorum Romanorum. Vol. 1 Fasc. 1: Opuscula agrimensorum veterum. Adiectae sunt 48 tabulae phototypicae. Leipzig 1913. Nachdruck Stuttgart 1971 (mehr nicht erschienen)